# Ембії
Ембії (Embioptera) - ряд комах з неповним перетворенням. Довжина тіла 1,5-22 мм. Зазвичай крила розвинуті лише у самців, у деяких видів обидві статі безкрилі. Ротовий апарат гризучий. Вусики довші за голову. На передніх ногах є прядильні залози, на кінчику черевця - двочленикові церки.
Існує близько 458 видів (станом на лютий 2008 року), переважно в тропіках і субтропіках, більшою частиною в лісах. Живуть сім'ями в трубчастих розгалужених гніздах, які вони плетуть з павутини під корою, камінням або в ґрунті. Фітофаги (деякі здатні шкодити рослинам), інколи хижаки.
В Україні один вид - середземноморська реліктова ембія (в Червоній книзі).